# Bunt na okręcie (film)
Bunt na okręcie (ang. The Caine Mutiny) – amerykański dramat wojenny z 1954 roku w reżyserii Edwarda Dmytryka. Ekranizacja  powieści Hermana Wouka o tym samym tytule.

## Fabuła
Pochodzący z zamożnej rodziny Willis Seward „Willie” Keith kończy szkołę oficerów rezerwy marynarki i po uzyskaniu stopnia podporucznika otrzymuje przydział na USS Caine, który jest starym niszczycielem przebudowanym na trałowiec. W życiu osobistym Keith jest w związku z młodziutką piosenkarką May Wynn, czego nie akceptuje apodyktyczna matka (ojciec nie żyje).
Po przybyciu na okręt „Willie” jest rozczarowany wyglądem okrętu (podniszczony etc.) oraz wyglądem i zachowaniem załogi; marynarze wyglądują niechlujnie (np. wszyscy noszą koszule niewpuszczone do spodni) oraz nie zachowują nawet pozorów zewnętrznej dyscypliny – np. zwracają się do siebie za pomocą pseudonimów takich jak np. „Meatball” (ang. Klopsik) czy „Horrible” (ang. Szkarada). Jest rozczarowany także postawą dowódcy, komandora porucznika Williama H. deVriessa, który taki stan rzeczy akceptuje. Poznaje również zastępcę dowódcy, prostolinijnego porucznika Steve’a Maryka i oficera łączności cynicznego porucznika Thomasa Keefera, który zajmuje się pisaniem powieści oraz stale krytykuje porządki w marynarce. Keith poza tym nie może pogodzić się z tym, że Caine jest jednym z najlepszych okrętów w działaniach bojowych, a załoga jest doskonale wyszkolona i chętna do poświęceń (w czasie ćwiczeń Maryk rzuca się wpław, żeby odzyskać utracony element trału parawanowego). Niedługo po przybyciu „Willie” otrzymuje informację, że matka dzięki swoim kontaktom może wystarać się o przeniesienie Keitha do służby sztabowej, ale ostatecznie ten odmawia i zostaje na okręcie. Keith otrzymuje jako część obowiązków opiekę nad tajną korespondencją. Niestety gubi depeszę, za co otrzymuje naganę od dowódcy, którego następnie krytykuje.
Depesza zawiera informację, że dowództwo okrętu ma przejąć komandor porucznik Philip Francis Queeg. Po przekazaniu dowództwa nowy kapitan zaczyna egzekwować dyscyplinę wśród załogi. Pierwszym rozkazem jest nakazanie noszenia koszul wpuszczonych do spodni oraz mianowanie Keitha oficerem ds. dyscypliny. Niedługo potem dochodzi do incydentu podczas ćwiczeń artyleryjskich (Caine holuje cel, do którego strzelają inne okręty). Po zakończeniu ćwiczeń Queeg przyłapuje jednego marynarza na noszeniu koszuli niewpuszczonej do spodni i zamiast dowodzić okrętem udziela długiej reprymendy winowajcy i Keithowi. Niedowodzony okręt zatacza koło i przecina hol. Po tym incydencie okręt zostaje skierowany do portu w San Francisco. Queegowi udaje się ukryć kulisy incydentu i utrzymać dowództwo. Podczas pobytu w porcie Keith spędza z May Wynn romantyczny weekend i proponuje jej małżeństwo, ale okazuje się, że nie jest jeszcze na siłach, aby przeciwstawić się matce.
Caine otrzymuje przydział do uczestnictwa w inwazji na wyspę zajętą przez Japończyków. Zadaniem okrętu jest podprowadzenie łodzi desantowych w pobliże plaży. Podczas tego Japończycy otwierają ogień, a wtedy Queeg wydaje rozkaz wylania do morza żółtej farby (miała oznaczać miejsce, skąd łodzie miały zacząć atak, a które według rozkazów miał zająć Caine) i szybkiego odpłynięcia. Po tym incydencie załoga zaczyna nazywać dowódcę „Old Yellowstain” (ang. Stara żółta plama) oraz śpiewać o nim piosenki wykpiwające jego tchórzostwo.
Niedługo potem dochodzi do kolejnego incydentu. Queeg stwierdza, że jakiś marynarz dorobił sobie klucz od spiżarni okrętowej i zjadł zapasy mrożonych truskawek przeznaczonych dla oficerów. W rezultacie nakazuje przeprowadzenie dokładnego przeszukania okrętu oraz rewizję osobistą całej załogi w poszukiwaniu owego klucza, która kończy się fiaskiem. Oficerom wyjaśnia, że przed laty wykrył taki klucz u marynarza na innym okręcie. Podporucznik Barney Harding, który schodził z przyczyn osobistych z okrętu wyjaśnił, że widział, jak część truskawek zjedli marynarze z mesy przygotowujący deser dla oficerów. Było to drobne wykroczenie dyscyplinarne znacznie mniej istotne od dorobienia klucza. Harding poprosił, żeby jego wypowiedzi nie ujawniać, zanim nie odleci, bo Queeg mógłby złośliwie wstrzymać jego zejście z okrętu. Po tym incydencie Keefer powiedział Marykowi, że Queeg może mieć paranoję, więc należałoby go pozbawić dowództwa; poradził także Marykowi, aby prowadził dzienniczek, w którym opisywałby różne incydenty (polegające na błędach w dowodzeniu, próbach obarczania innych odpowiedzialnością i stosowaniu nieuzasadnionych kar).
Po pewnym czasie Maryk i Keefer udali się do admirała zameldować o problemach z kapitanem, ale Keefer ostatecznie namówił Maryka do rezygnacji. Niedługo potem Caine dostał się w obręb tajfunu, który uszkodził okręt. Queeg początkowo próbował wykonywać nieaktualne rozkazy dowództwa, co pogarszało sytuację, a potem popadł w odrętwienie. Wtedy Maryk stwierdził, że kapitan jest chory i przejął dowództwo a następnie uratował okręt.
Maryk stanął przed sądem wojennym pod zarzutem buntu. Obrony podjął się porucznik Barney Greenwald, który w cywilu był wziętym adwokatem. Keefer zeznał, że nigdy nie sugerował Marykowi pozbawienia Queega dowództwa. Następnie psychiatra doktor Max Dickson zeznał, że stan zdrowia Queega nie uzasadniał pozbawienia go dowództwa, choć przyznał, że nie był on kompetentnym oficerem. Greenwald doprowadził jednak do tego, że lekarz zeznał, że Queeg cierpi na paranoję, ale w stopniu pozwalającym na dowodzenie okrętem, ale Greenwald doprowadził do zeznania, że psychiatra tak naprawdę nie zna warunków dowodzenia okrętem. Następnie zeznawał Queeg. Greenwald zadając mu stresujące pytania doprowadził do tego, że ten zaczął mówić nieskładnie, potem toczyć w ręce kulki łożyskowe i w końcu popadł w odrętwienie. Na podstawie zachowania Queega sąd uniewinnił Maryka.
Gdy oficerowie świętowali wyrok, zjawił się Greenwald, który ich skrytykował, że może nie doszłoby do całej sytuacji, gdyby wspierali Queega. Następnie powiedział, że tak naprawdę winny jest Keefer, który manipulował wszystkimi tak, że pozbył się niechcianego dowódcy, a winą obarczony został prostolinijny zastępca, a on sam może kontynuować karierę. Potem oblał twarz Keefera szampanem i razem ze wszystkimi oficerami zostawił go samego.
Po procesie Keith ożenił się z May Wynn. Następnie otrzymał awans na stopień porucznika i przydział na świeżo wybudowany niszczyciel. Po przybyciu na okręt zobaczył, że dowódcą jest deVriess awansowany na komandora. Kapitan stwierdził, że Keith dorósł teraz do roli kompetentnego oficera i pozwolił mu samodzielnie dowodzić manewrem wyjścia z portu.

## Obsada
- Humphrey Bogart – komandor porucznik Philip Francis Queeg
- José Ferrer – porucznik Barney Greenwald
- Van Johnson – porucznik Steve Maryk
- Fred MacMurray – porucznik Tom Keefer
- Robert Francis – podporucznik (potem porucznik) Willis Seward „Willie” Keith
- May Wynn – May Wynn
- Tom Tully – komandor porucznik (potem komandor) William H. DeVriess
- E.G. Marshall – prokurator porucznik (John) Challee
- Arthur Franz – porucznik H. Paynter Jr.
- Lee Marvin – marynarz „Meatball” (Dlugatch)
- Warner Anderson – sędzia komandor Blakely
- Claude Akins – marynarz „Horrible” (Everett Black)
- Katherine Warren – pani Keith, matka „Williego”
- Jerry Paris – podporucznik Barney Harding
- Whit Bissell – psychiatra dr Max Dickson